# Spyrídon Loúis
Pour les articles homonymes, voir Louis.
Spyrídon Loúis (en grec moderne : Σπυρίδων Λούης), souvent appelé Spýros Loúis (Σπύρος Λούης), né le 12 janvier 1873 à Maroússi (Attique, Grèce) et mort le 26 mars 1940 à Maroússi, est un athlète grec, premier champion olympique du marathon.

## Biographie

### Enfance et préparation olympique
Spyrídon Loúis est né en Grèce à Maroússi au nord d'Athènes, le 12 janvier 1873, dans une famille pauvre d’origine arvanite. Le travail de son père consiste à approvisionner Athènes en eau minérale transportée sur un chariot, et souvent, Spyrídon Loúis fait le chemin en courant à ses côtés.
À l'issue d'un congrès en 1894 à Paris organisé par le Français Pierre de Coubertin, un Comité international olympique (CIO) est créé. Celui-ci a pour tâche de choisir la ville hôte des premiers Jeux olympiques de l'ère moderne. Comme un symbole, Athènes est désignée pour accueillir les Jeux de la première olympiade de 1896, plus de 2000 ans après les Jeux antiques.
L'une des épreuves prévue est le Marathon. Sur une idée du français Michel Bréal, inspirée par la légende de Philippidès, cette course doit se pratiquer sur une distance d'environ 40 km. Le colonel Papadiamantópoulos est alors chargé d'organiser les sélections grecques. Le militaire a été l'officier supérieur de Spyrídon Loúis lors de son service militaire.
Kharílaos Vasilákos gagne la première course en 3 heures et 18 minutes. Sur les conseils de Papadiamantópoulos, qui connaît son potentiel, Spyrídon Loúis participe à la seconde. L'athlète termine cinquième. Il est tout de même qualifié pour participer à l'épreuve olympique.

### Champion olympique

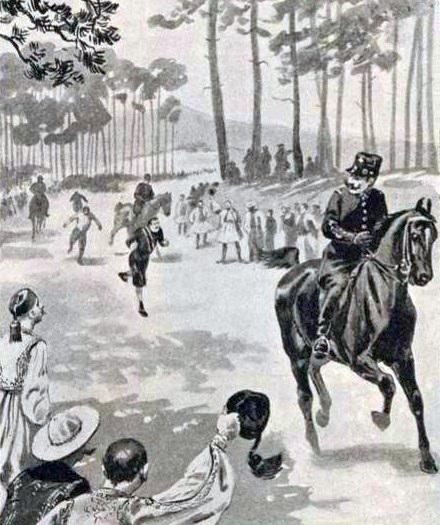
Dessin du déroulement de la course.

Le 10 avril 1896, à Marathon, le colonel Papadiamantópoulos donne le départ dans un petit champ. Les concurrents sont au nombre de dix-sept : treize Grecs et quatre provenant d'autres nations. Le Français Albin Lermusiaux prend la tête dans les premiers kilomètres de la course. Après le kilomètre 32, Lermusiaux abandonne, l'Australien Edwin Flack prend le contrôle de la course. L'Australien, peu coutumier des longues distances, abandonne quelques kilomètres plus loin. Spyrídon Loúis qui s'était rapproché progressivement de la tête de course, se retrouve alors leader.
Spyrídon Loúis devient le premier champion olympique du marathon lors des Jeux olympiques de 1896 en remportant l'épreuve de 38 kilomètres en 2 h 58 min 50 s. Il franchit la ligne d'arrivée sans montrer de signe apparent de fatigue et se reposa pendant seulement dix minutes après la course. Le nom du Marathonomaque est acclamé par une foule en liesse. Le surlendemain, Hugues Le Roux, présent à Athènes, paraphrasant une formule antique, dit à son propos que « la terre grecque avait couru sous les pas de M. Spyro Louys ». Il devient par la suite un héros national, célébré dans de nombreuses villes du pays, son nom passant en expression en grec : « courir comme un Louis ». Il obtint ensuite le monopole de l'approvisionnement en eau de la capitale depuis les sources de Maroússi. Il reçut de nombreux cadeaux et privilèges qui lui permirent de vivre confortablement jusqu'à la fin de sa vie. Le frère de M. Stefanovich lui fit don d'une propriété dans sa ville natale de Maroússi et la compagnie des chemins de fer grecs lui offrit un billet permanent sur la ligne Athènes-Laurion.

### Fin de vie et postérité

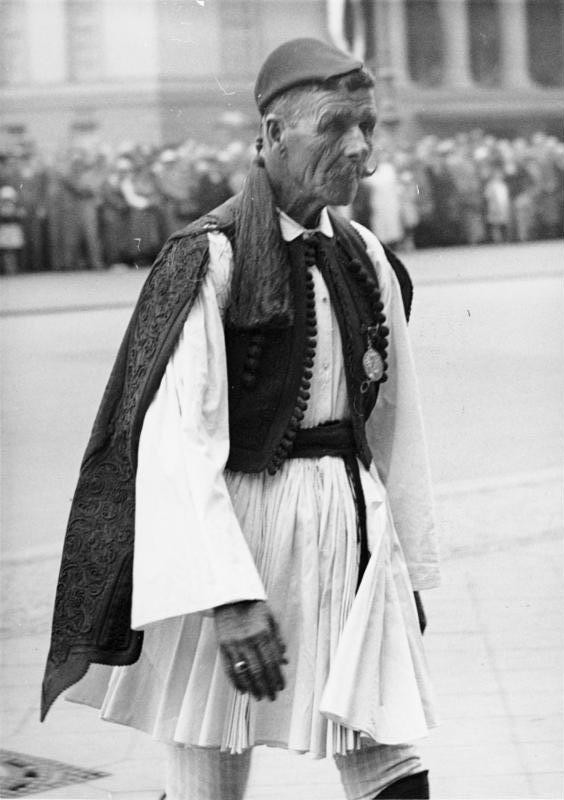
Spyrídon Loúis lors des Jeux olympiques d'été de 1936.

Lors des Jeux olympiques d'été de 1936 célébrés à Berlin, il remet au chancelier Hitler un rameau d’olivier venu du bois d’Olympie. Plusieurs mois avant l'invasion de la Grèce par les armées de l'Axe, Spyrídon Loúis meurt le 26 mars 1940 dans son village natal.
Le trophée qu'il remporte en 1896, la coupe d'argent de Michel Bréal, est mis en vente puis acheté pour la somme de 544 000 € par la fondation Stávros-Niárchos, le 18 avril 2012, au cours d'une vente aux enchères chez Christie's,. Ce trophée en argent — une coupe sur pied finement ciselée —, possession jusqu'alors du petit-fils de Spyrídon Loúis, est destiné à être exposé dans le Centre culturel de la fondation Stávros-Niárchos.
Il s'est marié à Heleni avec qui il a eu trois garçons, Panagiotis, Georgios et Nikolaos, mort en 1943 pendant la Seconde Guerre mondiale.